# Вандер, Макси
Макси Вандер (нем. Maxie Wander, имя при рождении Эльфрида Бруннер (Elfriede Brunner); 3 января 1933, Вена — 21 ноября 1977, Клайнмахнов близ Берлина) — австрийская писательница.

## Биография
Макси Вандер родилась в семье австрийских коммунистов Алоиса и Кете Бруннеров в рабочем районе Вены Хернальс и воспитывалась вместе с младшим братом Гербертом в коммунистическом мировоззрении несмотря на действовавший после аншлюса Австрии запрет КПА. После школы, не получив профессионального образования, работала секретарём, фотографом, журналисткой и сценаристом. С 1958 года и вплоть до своей смерти в 1977 году проживала вместе со своим супругом, австрийским писателем, убеждённым коммунистом Фредом Вандером и детьми — сыном Даниэлем, усыновлённым Берти и дочерью Китти — в ГДР. Самое известное произведение Макси Вандер — «Доброе утро, красавица. Записи с магнитофонной ленты», в котором 19 женщин самого разного происхождения и возраста рассказывают о своей жизни и своих представлениях о счастье. Книга Макси Вандер с предисловием от Кристы Вольф, выпущенная первоначально в 1977 году издательством ГДР «Der Morgen» тиражом в 60 тысяч экземпляров, пользовалась сенсационным успехом не только в ГДР, но и Западной Германии.
В 1976 году Макси Вандер заболела раком и умерла через год. В начале 1980-х годов Фред Вандер опубликовал дневниковые записи последних лет жизни Макси Вандер «Leben wär' eine prima Alternative» и «Ein Leben ist nicht genug».

## Сочинения
- Guten Morgen, du Schöne. Protokolle nach Tonband. Buchverlag Der Morgen, Berlin 1977. Taschenbuchausgaben: Sammlung Luchterhand, Darmstadt/Neuwied 1979. dtv, München 1993. Suhrkamp Verlag, Frankfurt/M. 2007. ISBN 978-3-518-45962-1
- Tagebücher und Briefe, hrsg. von Fred Wander. Buchverlag Der Morgen, Berlin 1979. Unter dem Titel: Leben wär' eine prima Alternative. Tagebuchaufzeichnungen und Briefe, hrsg. von Fred Wander. Luchterhand, Darmstadt/Neuwied 1980. dtv, München 1994. ISBN 3-423-11877-6
- Ein Leben ist nicht genug. Tagebuchaufzeichnungen und Briefe, hrsg. und mit einem Vorw. von Fred Wander. Luchterhand, Frankfurt/M. 1990. dtv, München 1996. Suhrkamp Taschenbuch, Frankfurt/M. 2007. ISBN 978-3-518-45963-8